# Mustapha Ferroukhi
Pour les articles homonymes, voir Ferroukhi.
Mustapha Ferroukhi (15 décembre 1922 - 17 août 1960) est un résistant et un homme politique algérien, il est mort dans un accident d'avion en 1960.

## Biographie
Né à Miliana en Algérie, Mustapha Ferroukhi rejoint le MTLD (1947-1954) après ses études à la médersa d'Alger. Il s'oppose au milieu des années 1950, au leader du parti, ce qui le pousse à rejoindre le camp dit des « centralistes ». Lors de la crise berbériste qui eut lieu en 1949, il se range aux côtés de Rabah Bitat, Mohamed Boudia et Hocine Lahouel. Voulant l'indépendance de l'Algérie, il est arrêté et emprisonné en 1954 par les autorités françaises dans la prison de Serkadji. Il est ensuite assigné à résidence dans sa ville natale, Miliana.
Grâce au FLN, il réussit à fuir et à partir pour la France où il assure la responsabilité de la fédération du FLN avant de rejoindre la Tunisie.
Pour fuir la police française, il part avec sa femme et ses trois enfants (l’aînée Zoulikha étant restée auprès de sa grand-mère), le 17 août 1960 vers Moscou, mais son avion qui devait se rendre en Chine s'écrase dans les environs de Kiev, en Ukraine,.
À Pékin il devait occuper le poste d’ambassadeur du Gouvernement provisoire algérien.
Ferroukhi était également le fondateur du journal La voix de l’Algérie, journal qu'il a créé avec Abdelhamid Mehri. La devise de la République algérienne, « par le peuple et pour le peuple », aurait été reprise d'un éditorial signé par Ferroukhi dans son journal.

## Postérité
Un hommage lui a été rendu par sa ville natale Miliana.
Le lycée de la ville porte son nom.
En 2014, au 17 de la rue Mustapha Ferroukhi, à Alger-Centre, se trouvent les locaux de la Commission nationale provisoire pour la délivrance de la carte de presse du journaliste professionnel.

## Décorations
- Ahid de l'ordre du Mérite national d'Algérie.